# Carlos Varela (Fußballspieler, 1918)
Carlos Varela Aguirre (* 2. Januar 1918; † 8. September 1964) war ein chilenischer Fußballspieler. Der Stürmer absolvierte elf Länderspiele für Chile.

## Vereinskarriere
Über die Vereinskarriere von Carlos Varela ist nur wenig bekannt. Mindestens von 1944 bis 1949 spielte der Offensivspieler für Audax Italiano. In dieser Zeit gewann der Klub italienischer Einwanderer in den Saisons 1946 und 1948 die Meisterschaft.

## Nationalmannschaftskarriere
Carlos Varela debütierte für die Nationalmannschaft unter Luis Tirado beim 2:1-Erfolg über Peru beim Campeonato Sudamericano 1947. Nach seinem Debüt stand der Offensivspieler noch fünf Turnierspiele in der Startelf. La Roja belegte nach vier Siegen, einem Unentschieden und zwei Niederlagen den vierten Turnierplatz.
Beim Campeonato Sudamericano 1949 absolvierte Varela fünf der sieben Spiele für Chile, das dieses Mal auf den fünften Rang landete. Insgesamt absolvierte Varela elf Länderspiele, das letzte beim Campeonato 1949 beim 3:1-Erfolg gegen Uruguay.

## Erfolge
Audax Italiano
- Chilenischer Meister: 1946, 1948